# Roman Wysocki (historyk)
Roman Wysocki – polski historyk, doktor habilitowany nauk humanistycznych w dyscyplinie historia, specjalność: historia najnowsza, profesor w Instytucie Historii Najnowszej Uniwersytetu Marii Curie-Skłodowskiej w Lublinie. Autor dwóch monografii, zbioru dokumentów oraz współredaktor dwóch prac zbiorowych, a także artykułów naukowych z zakresu problematyki ukraińskiej i relacji polsko-białoruskich. Specjalizuje się w dziejach najnowszych, w myśli politycznej (w szczególności ukraińskiej), ruchach narodowych i procesach narodotwórczych.

## Życiorys
Stażysta Uniwersytetu Lwowskiego im. Iwana Franki (Lwów, czerwiec 1997), stypendysta Fundacji im. Stefana Batorego (Praga, październik-listopad 1998), stypendysta Uniwersytetu Harvarda (styczeń-kwiecień 2003), stypendysta Fundacji Lanckorońskich z Brzezia (Lwów, marzec 2006). Doktorat uzyskał w r. 1999 na podstawie dysertacji Organizacja Ukraińskich Nacjonalistów w Polsce w latach 1929-1939, napisanej pod kierownictwem naukowym prof. Tadeusza Radzika (promotor pracy). Praca została opublikowana przez Wydawnictwo Uniwersytetu Marii Curie-Skłodowskiej w r. 2003, w 2004 nominowana do nagrody naukowej im. Jerzego Giedroycia.
Habilitację uzyskał w dniu 18 lutego 2015 na podstawie pracy: W kręgu integralnego nacjonalizmu. Czynny nacjonalizm Dmytra Doncowa na tle myśli nowoczesnych Romana Dmowskiego. Studium porównawcze.     Recenzentami pracy habilitacyjnej byli prof. Eugeniusz Koko, prof. Jan Kęsik  i dr hab. Tomasz Stryjek.
Obok działalności naukowej prof.Roman Wysocki prowadzi działalność popularyzatorską we współpracy z czołowymi polskimi historykami takimi jak prof. Andrzej Friszke.

## Polemiki
Prace Romana Wysockiego sprowokowały polemikę i deprecjonujące uwagi ze strony środowiska traktującego UON-UPA, jako organizację terrorystyczną a niepodległościowe działania narodowego ruchu ukraińskiego jako przejaw "banderyzmu".   Lucyna Kulińska w opublikowanej w 2009 pracy Działalność terrorystyczna i sabotażowa nacjonalistycznych organizacji ukraińskich w Polsce w latach 1922-1939 określiła książkę Wysockiego jako nierzetelną i usprawiedliwiającą zbrodnie ukraińskich nacjonalistów, a samego Wysockiego jako apologetę zbrodniczego ruchu. Także Wiktor Poliszczuk zarzucił autorowi tej pracy wybielanie OUN, świadome pomniejszanie znaczenia ideologii nacjonalizmu ukraińskiego oraz sympatię do samej ideologii tego nacjonalizmu. Czesław Partacz określił książkę Wysockiego - "Organizacja Ukraińskich Nacjonalistów w Polsce w latach 1929-1939" jako publikację zawierającą historię selektywną napisaną na podstawie opracowań Petro Mirczuka, ukraińskiego nacjonalisty i historyka, autora mistyfikacji - pamiętników Stelli Krenzbach.